# 真庭市立遷喬小学校
真庭市立遷喬小学校（まにわしりつ せんきょうしょうがっこう）は、岡山県真庭市久世にある公立小学校。

## 沿革
- 1870年（明治3年）、地元の有志が発起して大旦高下に『明親館』という名称の寺子屋（塾）を創設。当時の生徒数は46人[1]。
- 1874年（明治7年）8月2日、久世村にあった津山藩の郷倉を校舎として開校した。「遷喬」の名は、1870年（明治3年）近隣の有志が発起して開いた明親館という塾に掲げられていた山田方谷揮毫の額から命名された。ただし現在小学校に掲げられている扁額は開校にあたり改めて揮毫されたものである。
- 真庭市鍋屋に位置する旧校舎は1907年（明治40年）7月20日に落成した。1990年（平成2年）7月に学校が新築移転したのち、1999年（平成11年）5月13日付けで国の重要文化財に指定された。[2]

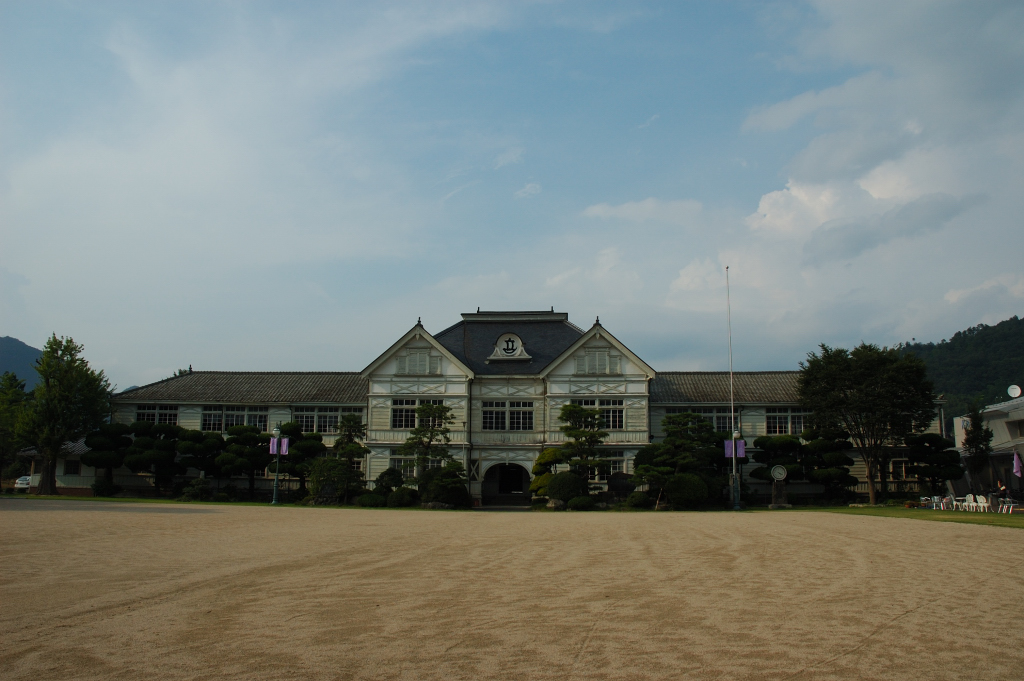
旧校舎（国の重要文化財）

## 通学区域
久世、多田、鍋屋、惣、富尾、三阪、中島、台金屋のうち台地内